# Statul Lagos
Statul Lagos este un stat din Nigeria, situat în partea de sud-vest a țării. Este cel mai mic stat Nigeria după suprafață. Reședința sa este orașul Ikeja.